# Nāḩiyat ‘Āmūdā
Nāḩiyat ‘Āmūdā (arabiska: ناحية عامودة, ناحية عامودا) är ett subdistrikt i Syrien.   Det ligger i provinsen al-Hasakah, i den nordöstra delen av landet, 600 km nordost om huvudstaden Damaskus.
Omgivningarna runt Nāḩiyat ‘Āmūdā är i huvudsak ett öppet busklandskap. Runt Nāḩiyat ‘Āmūdā är det ganska tätbefolkat, med 179 invånare per kvadratkilometer.